# Isabelle Gallagher
Isabelle Gallagher, née le 27 octobre 1973 à Cagnes-sur-Mer est une mathématicienne française, spécialisée dans l'étude des équations aux dérivées partielles.

## Biographie
Après un baccalauréat obtenu en 1990, elle intègre une classe préparatoire au lycée Masséna de Nice. Elle poursuit ses études à l’École polytechnique de 1992 à 1995 avant de rejoindre l’université Pierre-et-Marie-Curie pour y obtenir un diplôme d'études approfondies en 1996, puis un doctorat en 1998. Sa thèse, dirigée par Jean-Yves Chemin, porte sur la dynamique des fluides.
De 1998 à 2001, elle est chargée de recherches à l'Université Paris-Sud ; elle rejoint de 2001 à 2004, le Centre de mathématiques Laurent Schwartz de l’École polytechnique, puis devient en 2004 professeure à l’université Paris-Diderot. Mise à disposition de l'École normale supérieure (Paris) comme professeure en 2017, elle dirige en 2018 et 2019 le département de Mathématiques et applications. Depuis 2019, elle est directrice de la Fondation Sciences Mathématiques de Paris.
Elle a été élue présidente de la Société mathématique de France en juin 2024.

## Prix et distinctions
- 2008 : Prix Paul Doistau-Émile Blutet de l’Académie des sciences[5].
- 2009 : Membre junior de l'Institut universitaire de France[6].
- 2014 : Conférencière invitée au Congrès International des Mathématiciens à Séoul[7] (conférence intitulée From molecular dynamics to kinetic theory and hydrodynamics).
- 2016 : Médaille d’argent du CNRS[8]
- 2016 : Prix La Recherche conjointement avec Thierry Bodineau et Laure Saint-Raymond.
- 2016 :  Chevalière de l'ordre national du Mérite[9].
- 2018 : Prix Sophie Germain[10].
- 2020 : Coxeter Lecturer à l'Institut Fields de Toronto[11].
- 2023 : Médaille de l'Institut international Erwin Schrödinger[12].
- 2024 :  Officière de l'ordre national du Mérite[13].

## Travaux
Ses recherches portent sur les équations aux dérivées partielles telles que les équations de Navier-Stokes, l’équation d'onde et l’équation de Schrödinger ainsi que sur l’analyse harmonique du groupe de Heisenberg,. Elle manifeste un intérêt particulier pour le « sixième problème de Hilbert ».
Elle a notamment travaillé sur la dynamique des océans, avec Laure Saint-Raymond, en particulier autour des ondes de Poincaré et des ondes de Rossby. Elle se consacre aussi à l'étude de la dérivation des équations de la mécanique des fluides à partir de systèmes de particules.